# Integrated Standby Flight Display
ISFD ist ein digitales Kombiinstrument in der Luftfahrt. Der Name ist bei Flugzeugen des Herstellers BOEING ein Akronym für  „Integrated Standby Flight Display“. Es zeigt Lage, Geschwindigkeit, Höhe, Instrumentenlandesystem und den magnetischen Kurs an. Beim Flugzeughersteller Airbus wird dieses Instrument ISIS (Integrated Standby Instrument System) genannt.
Das Instrument ist direkt mit dem Auxiliary pitot und anderen statischen Quellen verbunden. 
Die Fluglage wird durch interne Trägheitssensoren gemessen. 
ILS-Daten werden vom 1. ILS-Empfänger zur Verfügung gestellt. 
Das Display erhält seine Kursinformationen vom primären Flugdisplay des Kapitäns. Die Kursinformation ist in den Polarregionen nicht verfügbar. Der Standby-Magnetkompass muss verwendet werden, um den vom ISFD angegebenen Kurs zu bestätigen.
Ein Lichtsensor stellt automatisch die Lichtintensität für die Umgebungslichtbedingungen ein.

## Airbus
Bei Airbus heißt dieses Gerät ISIS (Integrated Standby Instrument System), die Funktionsweise ist jedoch ähnlich.